# Herbert Rolf Schlegel
Herbert Rolf Schlegel (* 26. August 1889 in Breslau; † 13. Januar 1972 in Landsberg am Lech)  war ein deutscher Maler und ein Vertreter der romantischen Version der Neuen Sachlichkeit.

## Leben
Herbert Rolf Schlegel wurde in Breslau als Sohn des Kaufmanns Gotthard Schlegel geboren, wo er mit zehn Geschwistern in einer wohlhabenden Kaufmannsfamilie aufwuchs. Nach dem humanistischen Abitur absolvierte er eine zweijährige kaufmännische Lehre. Von 1909 bis 1910 besuchte Schlegel die Kunstgewerbeschule Düsseldorf, wo er die Fächer Zeichnen und Dekorationsmalerei belegte. Von 1910 bis 1911 studierte er an der Großherzoglich-Sächsischen Kunstschule Weimar Landschafts- und Aktmalerei bei Gari Melchers (1860–1932), Fritz Mackensen (1866–1953) und Ludwig von Hofmann (1861–1945). Von 1911 bis 1913 lebte Schlegel auf Bornholm, um sich selbst in Figuren- und Landschaftsmalerei zu schulen. Von 1913 bis 1921 setzte er sein Studium für Malerei und zusätzlich für das höhere Lehramt an der Königlichen Kunstakademie in Kassel fort. Hans Olde (1855–1917), ein führender Vertreter des Spätimpressionismus, ernannte ihn 1914 zum Meisterschüler. Seine Kasseler Studienzeit wurde durch seine Verpflichtung als Soldat beim preußischen Heer unterbrochen. Er diente als technischer Zeichner von 1915 bis 1918 während des Ersten Weltkriegs in Posen, wo er seine spätere Frau Elisabeth Petersen (1898–1921) kennenlernte, die Tochter des schlesischen Malers Wilhelm Petersen. Sie heirateten 1919 in Polsnitz (Pelcznica). Zur Fortsetzung seines Studiums kehrte Schlegel gemeinsam mit seiner Frau nach Kassel zurück. 1920 legte er zuerst das Staatsexamen für Kunsterzieher ab. Ein Jahr später bestand er den Abschluss seines Kunststudiums an der Kasseler Kunstakademie unter dem Akademiedirektor Carl Bantzer (1857–1941) mit Auszeichnung als bester Schüler.
Danach wirkte Schlegel von 1921 bis 1923 als freier Kunstmaler und Grafiker in Kassel. Ein Schicksalsschlag traf ihn 1921 mit dem Tod seiner 23-jährigen Frau und ihres gemeinsamen Kindes kurz nach der Geburt, den er zeitlebens nicht verwinden konnte. Im Mai 1924 ließ sich Schlegel in St. Georgen bei Dießen am Ammersee nieder. Er wohnte im Künstlerhaus der schlesischen Mäzenin Anna Kujawa (1870–1933). Nach acht Jahren verlegte Schlegel seinen Wohnsitz 1932 nach Schondorf am Ammersee, wo er am Landheim Schondorf ab April 1932 die nächsten acht Jahre die Leitung der Töpferei übernahm. Bis zu seinem Tode 1972 lebte er in dem ehemaligen Fischerdorf am Ufer des Ammersees in einer kleinen Atelierwohnung in der Villa am Seeberg. Am 13. Januar 1972 starb Schlegel mit 83 Jahren im Städtischen Krankenhaus in Landsberg am Lech. Er wurde im Familiengrab Schlegel–Forst in Solingen beerdigt.

## Aktivitäten
Schlegel malte 1928 für die evangelische Gemeinde in Utting für den Kirchenneubau als Auftrag das Altarbild „Christus auf dem Weg nach Emmaus“. Von 1932 bis 1940 übernahm er eine Stelle als Kunsterzieher am Gymnasium des Landheims Schondorf am Ammersee. Für den Unterricht im Zeichnen, den er 1938 zusätzlich zu Töpferkursen gab, verfasste er das Manuskript „Methodik des Zeichenunterrichtes“. Schlegel war Mitglied der Künstlergilde Landsberg-Lech und Ammersee, an deren Jahresausstellungen er regelmäßig seit ihrer Gründung 1934 teilnahm. Nach seinem Dienst beim Landsturm des Wehrkreises Weilheim im Zweiten Weltkrieg von 1940 bis 1945 gründete er eine Privatschule für Bewerber um einen Studienplatz an einer Kunstakademie in seinem Wohnatelier in Schondorf. Einer seiner bekannten Schüler war der Künstler Reiner Cornelius.
Aus den fünfziger Jahren sind zwei Manuskripte mit Gedichten voller Schwermut und Weltschmerz von ihm überliefert.

## Werk
Herbert Rolf Schlegel widmete sich Figuren- und Landschaftsdarstellungen Oberbayerns und Oberitaliens, die ihren Ursprung sowohl im Jugendstil als auch in einer Neoromantik fanden und Themen wie „Frühling“, „Mutterglück“, „Heimkehr“, „Heilige Stunde“ oder Strandleben behandelten. Er stellte Jungen und Mädchen in der modischen Kleidung der 1920er Jahre dar, die die Jugend- und Lebensreformbewegung jener Jahre spiegeln. Das malerische Werk wurde nach seinem Tod verstreut. Ein dreibändiges Werkverzeichnis, in dem er seine Gemälde in Miniaturaquarellen kopiert hatte, ging verloren. Schlegel schuf Gemälde, Aquarelle, Zeichnungen und Holzschnitte. In den vergangenen Jahren gelangten immer wieder Arbeiten des Malers in den Kunstauktionshandel.

## Einzelausstellungen
Eine Auflistung der Einzel- und Gruppenausstellungen ist in der Monografie Axel Hinrich Murken, Herbert Rolf Schlegel (1889–1972). Sein Leben und sein Werk, Verlag Murken-Altrogge, Herzogenrath 2020 auf den S. 155–156 enthalten.
- 1963: Galerie der Wh–Innenraumausstattungs GmbH, Münster
- 1975: Galerie Universitas, Düsseldorf
- 1986: Herbert Rolf Schlegel. Nachlass–Verkaufsausstellung Heinrich Hoff, Burg Galerie, Brüggen
- 1987: Sparkasse der Stadt Solingen[6]
- 1989: Rathaus von Schondorf am Ammersee
- 2021: Herbert Rolf Schlegel. Die Versöhnung von Mensch und Natur. Museum Haus Opherdicke, Holzwickede

## Gruppenausstellungen
- 1912: Kunstverein Kassel, Kassel[7]
- 1914: Münchener Jahres – Ausstellung im Glaspalast[8]
- 1919: Weihnachtsausstellung Kasseler Künstler, Kassel[9]
- 1920: Kasseler Frühlingsausstellung, Kunstverein und Kunstakademie, Kassel
- 1922: Kasseler Kunstausstellung.[10]
- 1924: Südwestdeutsche Ausstellung, Darmstadt[11]
- 1928: Große Kunstausstellung, Breslau
- 1935–1936, 1938–1939, 1940–1941 und 1942–1943: Weihnachtsausstellung der Künstlergilde Landsberg, Lech und Ammersee, Rathaus, Landsberg am Lech
- 1936: Sommerausstellung der Künstlergilde Landsberg, Lech und Ammersee, Rathaus, Landsberg am Lech
- 1955: Herbstausstellung der Künstlergilde Landsberg, Lech und Ammersee, Rathaus, Landsberg am Lech[12]
- 1972: Helga und C. H. Rosthal: Nachlass des Kunstmalers Herbert Rolf Schlegel und andere Aufträge, Meerbusch-Büderich[13]
- 1989: Ammerseelandschaften, Taubenturm in Dießen am Ammersee[14]

## Öffentliche Sammlungen
- Städtisches Museum Kassel
- Gemeinde Schondorf am Ammersee
- Schwules Museum, Berlin[15][16]